# Александра Кабот
Александра „Алекс“ Кабот је измишљени лик у универзуму Ред и закон који тумачи Стефани Марч. Она је главни лик у серијама Ред и закон: Одељење за специјалне жртве и Пресуда.

## Преглед лика
Каботова се први пут појавила у епизоди ОСЖ-а „Погрешно је исправно“ када је ангажована да ради са ОСЖ-ом као њихов стални помоћник окружног тужиоца (ПОТ) који надгледа законитост хапшења након више ПОТ-а који су се смењивали, а међу којима је била и Еби Кармајкл (Енџи Хармон) из изворне серије Ред и закон. Она је дипломирала на Правном факултету на Харварду и има „ујака Била“ који је савезни судија.
Иако Каботова има велико саосећање према жртвама сексуалног напада, сексуалног злостављања деце и насиља у породици за које се залаже, њен строги кодекс правне етике често је приморава да доноси оштре одлуке и пресуде које су против њених личних осећања. Морални компас донео јој је поштовање ОСЖ-а.
Она повремено поправља правила како би одговарала њеним схватањима правде, али често са непријатним исходима. У једном случају, она је толико била одлучна да стави у затвор низног злостављача деце Роја Барнета (Бо Гравит) да је агресивно вршила притисак на једну од његових жртава Сема Кавана (Брет Харисон), да сведочи, идући тако далеко да је дечаку запретила правном казном ако не буде сведочио. Сем је касније покушао да се убије и остао је са тешким оштећењем мозга и због тога није могао да сведочи. Затим је лагала детективе да има налог за претрес Семове куће што је довело до пресуде Барнету због техничких разлога, али и њу у невољу са својом надређеном. Пуштена је уз једномесечном удаљење са посла.
Извршни продуцент и један од сценариста Нил Бир рекао је да између Каботове и детективке Оливије Бенсон (Мариска Харгитеј) постоји нерешена сексуална напетост. Бир је рекао: "Читамо обожаваоце. Знамо да су људи у ствари Алекс-Оливија. Сви кодови су тамо." На питање у позиву за штампу 2009. да ли су Каботова и Бенсонова биле заљубљене, Марчова је рекла: „Не кажем да нису... Не кажем да нису заљубљене“."

## Одлазак изОСЖ-а
Након три сезоне, Каботова је напустила ОСЖ у епизоди пете сезоне „Губитак“ у којој гони силоватеља Рафаела Запату Гавирију (Хасинто Тарас Ридик), који ради за наркобоса Цезара Велеза. Запата је свирепо силовао и убио полицајку на тајном задатку које је сарађивала са Управом за сузбијање дроге (УСД-ом). Каботовој прете смрћу, а прете и њеној мајци смрћу. Упркос упозорењима остатка екипе ОСЖ-а, Каботова наставља да кривично гони случај, не желећи да дозволи Запати да је уплаши. Тим Донован (Џош Хопкинс), кључни сведок и посебни агент УСД-а је убијен у експлозији бомбе под колима на Каботине очи. Каботова у почетку жели да суди Запати, чак и без сведока и стављањем свог живота на коцку, али након притиска детектива ОСЖ-а и окружног тужиоца Артура Бренча (Фред Далтон Томпсон), она одустаје од оптужби. Међутим, Запату одмах хапсе савезни агенти за убиство сведока и потом бива убијен у својој ћелији.
На крају епизоде, Каботова је наизглед убијена из возила у покрету док је се поздрављала са Бенсоновом и детективом Елиотом Стаблером (Кристофер Мелони). У следећој сцени, приказана је хладна, тиха просторија ОСЖ-а у којој Стаблер чита новине у којима је објављена њена смрт. Савезни агенти позивају Бенсонову и Стаблера у напуштено подручје где Каботова излази из кола. Она говори запањеним детективима да је наваљивала да им каже истину пре него што нестане у Програму заштите сведока. Њу је у следећој епизоди заменила ПОТ Кејси Новак (Дајен Нил).

## Следећа појава уОСЖ-у
У епизоди шесте сезоне „Дух“, догађаји око хапшења Лијама Конорса (Брајан Ф. О’Бајерн), убице који ју је ранио, довео је до Каботиног повратка из Програма заштите сведока пошто је Конорс ухапшен због њеног убиства док су га гонили због неколико других убистава и покушаја убиства дечака који је био сведок једног од његових злочина. Она открива да је лажно име које је добила био продавац осигурања из Тулсе, да је живела и радила у Висконсину под именом "Емили" и да није била на сахрани мајци док се крила. Она није желела да види Конорса осуђеног за убиство које није починио (нити он не зна да је она жива), али ипак је желела правду па је сведочила против њега на суду. Конорс одлази у затвор пошто је проглашен кривим по две тачке оптужнице за покушај убиства (Каботове и осмогодишњег дечака), плус по још пет тачака за убиство. Након добијања случаја, екипа ОСЖ-а одлази у Новакину пословницу да прослави где чекају да им се придружи Каботова. Она се није појавила, а савезни агенти их обавештавају да је још једном пресељена и поново добила ново име.

## Пресуда
Отприлике годину дана након поновног појављивања у ОСЖ-у, Каботова се враћа у Њујорк и наставља свој посао у тужилаштву као шефица бироа за Одељење за убиства (замењујући Трејси Кајбер из серије Ред и закон: Суђење пред поротом) у серији Пресуда. Она игра чврсту, али пуну надређену пуну разумевања за младу скупину ПОТ-ова. Њен став и личност у овој улози били су много другачији од оних младих ПОТ-а који су водили случајеве у ОСЖ-у. Каботин одлазак из заштите сведока и повратак у Њујорк на место шефице бироа није објашњен током емитовања серије јер је она била додатак глумачкој постави у последњем тренутку и већина раних епизода је већ била написана пре него што је додата. Направљени су планови за касније епизоде како би се објаснио Каботин повратак у Њујорк, плус веће истраживање њеног личног живота и прошлости, али је отказивање серије Пресуде учинило ово спорним.

## Повратак уОСЖ
Објашњење Каботиног повратка из заштите сведока у тужилаштво у серији Пресуда коначно је откривено у епизоди „Дух“ 10. сезоне ОСЖ-а у којој је открила детективима ОСЖ-а да ју је тужилац Џек Мекој (Сем Вотерстон) замолио да замени Ким Грејлек (Микајла Мекманус) јер је поново позвана у Министарство правде. У том тренутку није рекла својим бившим колегама о свом повратку. Наговештено је, а касније је потврђено, да је још увек истраумирана покушајем убиства. Детективи сазнају да је напустила заштиту сведока пошто је Велез умро у затвору, а Конорс изручен Ирској. Негде између 2006. и 2007. повукла се са места шефица бироа Одељења за убиства, а заменила је Кристин Данијелсон (Глорија Рубен). Каботова почиње да ради у Бироу за жалбе до повратка у ОСЖ. Она остаје у ОСЖ-у до краја сезоне, у којој се појављује у шест епизода у, како Кабот назива, "привременој" улози. Она замењује Грејлекову.
На почетку 11. сезоне, откривено је да је Каботова на обуци у Албанију и да ће се на крају вратити у Биро за жалбе. Мекој тражи од извршне помоћнице Соње Пакстон (Кристин Лати) да преузме Каботину улогу. Пакстонова је на крају добила отказ због појављивања на суђењу пијана, а Каботова се враћа на свој стари посао, износећи опаску да се „прогурала“ из Жалби да се врати у ОСЖ како би кривично гонила Кевина О’Донела (Гарет Дилахант), вођу скупине за заступање педофила. У овој епизоди, Стефани Марч је додата у уводну шпицу као чланица главне поставе (иако само у епизодама у којима се појављује). Бенсонова и Стаблер су касније обавештени да је Каботова оптужена за ускраћивање доказа и да је комора истражује. У истој епизоди, Пакстонова се враћа да Каботовој да „веома потребан савет“ који јој помаже да добије случај.
У другој епизоди, Каботова води тужбу у случају силовања са избеглицом из Демократске Републике Конго која је на црно ушла у земљу као главним сведоком. Сведокиња је и сама силована у Конгу, а Каботова ради да јој помогне да добије изгнанство, као и да добије пресуду у случају силовања који онда постаје случај убиства пошто је жртва умрла од заразе изазване повредама задобијеним током силовања. Каботова успева да осуди силоватеља и даје сведокињи визу која би јој омогућила да остане у Сједињеним Државама без страха да ће бити депортована. Међутим, случај погађа и сведокињу и Каботову. Сведокиња одлучује да се врати у Конго како би тамо помогла жртвама силовања док је Каботова одлучила да оде на одсуство и придружи се тужилаштву Међународног кривичног суда који гони сексуалне злочине и друге повреде људских права у областима као што је Конго. Заменила ју је ПОТ Џо Марло (Шерон Стоун).

## Каснија појављивања

### 13. сезона
И ПОТ Александра Кабот и Кејси Новак вратиле су се у Ред и закон: Одељење за специјалне жртве у 13. сезони серије. На почетку сезоне у епизоди „Спржена земља“, Каботова се први пут појављује у одељењу од 11. сезоне. Она је главна тужитељка у случају силовања против Роберта Ди Стасија (Франко Неро), дипломате који се кандидовао за председника владе Италије. Када је оштећена, хотелска собарица (Аника Нони Роуз), ухваћена на снимку како признаје да би могла да заради новац од свог наводног силоватеља, Каботиног новог шефа, шефа бироа ПОТ-а ОСЖ-а Мајкла Катера (Линус Роуч), каже да одустају од оптужби. Каботова се, међутим, борила са Катером па је случај ипак доспео на суд са различитим резултатима. Порота проглашава оптуженог кривим за незаконито затварање, али су у ћорсокаку у вези са оптужбом за силовање.
У епизоди "Спиралинг Довн", детективи убеђују Каботову да организују операцију хапшења после спашавања малолетне проститутке. Они хапсе бившег професионалног квотербека Џејка Стентона (Трет Вилијамс), а Каботова и Бенсонова траже да од њега направе пример, али Каботова је неочекивано приморана да се суочи са заступником Бајардом Елисом (Андре Брауер) на суђењу пошто је Бенсонова рекла Стентоновој жени да га позове. Када се случај погоршао, Каботова грди Бенсонову после рочишта јер је бранила Стентона. Каботова указује да зна да је Бенсонова имала неке везе са Стентоновим заступником Елисом. Каботова на крају губи случај пошто је порота прогласила Стентона невиним због психичке неуравнотежености узроковане бројним потресима мозга које је претрпео током каријере.
Каботова је била ПОТ у седам епизода 13. сезоне у којој је делила дужности ПОТ-а са Новаком, Катером и Дејвидом Хејденом (Хари Коник мл.). Лик се последњи пут појавио у епизоди "Крива учења" у којој је помагала у истрази сексуалног злостављања у ексклузивној припремној школи.

### 19. сезона
Каботова се вратила шест година касније у епизоди „Цена заблуде“ у 19. сезони. У том тренутку, она више није радила у тужилаштву него помаже претученим женама да побегну од насилника тако што их „нестане” – прокријумчари их из Њујорка и да им да нове идентитете.
У последњем случају sa ОСЖ-ом, извесна Џулс Хантер (Сара Вилсон) и њена четворогодишња ћерка Руби су нестале, а детективи проналазе доказе о њиховим очигледним убиствима у Џулсиним колима. Хапсе главног осумњиченог, Џулсиног насилног мужа Ника (Скот Портер). Међутим, сада поручница Бенсон открива да је Каботова лажирала Џулсину и Рубину смрт како би им помогла да побегну од наслиника и започну нове животе.
Бенсонова је приморана да сведе оптужбе против Ника на напад и он плаћа јемство. Затим тужи одељење и тужилаштво за 50 милиона долара. Током насталог суђења, Ников заступник позива Бенсонову као сведока и натерао ју је да открије да су Џулс и Руби живе. Каботова је поново покушала да их сакрије, али је Бенсонова убедила Џулс да остане и помогне да се Ник смести у затвор. Међутим, убрзо након тога, Џулс гине у наизглед саобраћајној несрећи. И Каботова и Бенсонова верују да је Ник одговоран, али он ипак добија старатељство над Руби. Иако су сада на супротним странама, Каботова и Бенсонова се разилазе у добрим односима. Изражавају дивљење једна другој и грле се. Каботова затим одлази да упозна другу странку.